# Симченко, Юрий Борисович
Ю́рий Бори́сович Си́мченко (22 августа 1935 — 30 января 1995) — советский и российский антрополог, этнограф, доктор исторических наук, член РАЕН, член-корреспондент германского Института исследований иностранных систем мышления и форм организации, член Союза писателей России, почётный полярник.
Изучал народы Севера, в основном нганасан, в совершенстве владел нганасанским языком. Крупнейший (наряду с Б. О. Долгих) собиратель нганасанского фольклора.

## Биография
В 1959 году окончил Московский историко-архивный институт, после чего до 1961 года работал в МИДе. Потом поступил в Институт этнографии АН СССР (Институт этнологии и антропологии РАН), где и трудился до конца жизни.
Больше десяти лет Юрий Борисович провел в экспедициях на Крайнем Севере России. В 1964—1965 годах в ходе экспедиции на собаках проехал от Чукотки до Кольского полуострова.
Особое место в его научной жизни занимали экспедиции на полуостров Таймыр. С 1961 по 1977 год он бывал там практически ежегодно, изучая этническую культуру северосамодийских народов — ненцев, энцев, но в большей степени нганасан как потомков коренного населения Таймыра.
В последние годы жизни работал главным научным сотрудником, заведующим Координационно-методическим центром «Народы и культуры» ИЭА РАН, был главным редактором альманаха «Российский этнограф».
Был инициатором подготовки серии этнографических трудов, получившей название «Народы и культуры».
Супруга — антрополог, этнограф Г. М. Афанасьева (1951—2000).

## Научные труды
Научные работы Ю. Б. Симченко посвящены этногенезу, брачным системам и терминологии родства народов уральской языковой семьи, этнической истории нганасан, долган, юкагиров, их материальной и духовной культуре, проблемам хозяйственного цикла, общественному строю народов Сибири и Севера, их религиозным представлениям и обрядам, фольклору, а также современному этническому, социально-экономическому и культурному развитию северных народов.

### Монографии
- «Основные черты охотников на дикого оленя Северной Евразии». М., 1964;
- «Тамги народов Сибири XVII века». М., Наука, 1965;
- «Культура охотников на оленей Северной Евразии». М., Наука, 1976. 312 с.;
- «Традиционные верования нганасан». М., 1987;
- «Нганасаны. Система жизнеобеспечения». М., 1992 и др.

### Статьи
- Васильев В. И., Симченко Ю. Б. Борис Осипович Долгих // Советская этнография. — 1964. — N 6. — С. 151—153
- Симченко Ю. Б. — Особенности социальной организации палеоазиатов крайнего Северо-Востока Сибири (коряки, чукчи, ительмены, эскимосы) // Общественный строй у народов Севера Сибири. XVII — начало XX в. М.: Наука, 1970. С. 313—331.
- Симченко Ю. Б. — Терминология родства ненцев, энцев, нганасан и юкагиров // Социальная организация и культура народов Севера. М.: Наука, 1974. С. 270—291.
- Симченко Ю. Б. — Некоторые вопросы древних этапов этнической истории Заполярья и Приполярья Евразии // Этногенез и этническая история народов Севера. М.: Наука, 1975. С. 148—185
- Симченко Ю. Б., И. С. Гурвич — Этногенез юкагиров // Этногенез народов Севера. М.: Наука, 1980. С. 41-151.
- Афанасьева Г. М., Симченко Ю. Б. О брачных системах автохтонных народов Северной Азии // Советская этнография. 1981. № 4.
- Симченко Ю. Б. Обычная шаманская жизнь. «Российский этнограф», вып. 7, 1993.
- Симченко Ю. Б., Лебедев В. В. — Смешанные браки у южных и восточных чукчей//Этнокультурные процессы у народов Сибири и Севера. — М., 1994. — С. 158—175;
- Симченко Ю. Б. Народы Севера России. Проблемы. Прогнозы. Рекомендации. // Исследования по прикладной и неотложной этнологии. — М.: Ин-т этнологии и антропологии РАН, 1998. — Вып. 12. — с.32.

Художественные произведения:
- «Рожденные в снегах»,
- «Люди высоких широт»,
- «Зимний маршрут по Гыдану»,
- «Ачайваямская весна»,
- «Зимняя дорога»,
- «Обычная шаманская жизнь»,
- «Тайга селькупская».
- Рассказ Симченко Ю. Б. — «Берданка Нялымтыси» из журнала «Полярный круг»\\Ред. коллегия: Н. Я. Болотгиков (сост) и др. — Москва: Мысль, 1978 — с.262, ил

## Память
В 2011 году был издан сборник этнографических работ посвящённый Ю. Б. Симченко: «Не любопытства ради, а познания для …». К 75-летию Юрия Борисовича Симченко / Н. А. Дубова, Ю. Н. Квашнин (Ред.). М., Старый сад, 2011.
- С. 283—313: Воробьев Д. В. — «Диковка» в Чиринде: промысел дикого северного оленя в XXI столетии (Журнал «Сибирская заимка»)